# Дьявол внутри нас
Дьявол внутри нас — психологический роман турецкого писателя Сабахаттина Али. Впервые издан в 1940 году. Роман повествует о любви молодого интеллигента Омера к студентке консерватории Маджиде. Действие романа разворачивается в Стамбуле, в начале XX века.

## Сюжет
Омер со своим товарищем Нихадом переправлялись на другой берег Стамбула, когда Омер заметил сидящую на пристани девушку. Он мгновенно в неё влюбился и захотел познакомиться. Оказалось, что девушку зовут Маджиде, она является дальним родственником Омера и живёт у его тети. Маджиде 18 лет, и она учится в консерватории.

## Действующие лица
Омер - главный герой, с первого взгляда влюблен в Меджиде, студент, друг Нихата.
Меджиде - главная героиня, учится в консерватории, является дальней родственницей Омера.
Нихат - один из главных героев, студент, близкий друг Омера.
Бэдри - учитель Меджиде в средней школе, с кем её думали парой вся школа, из-за непонимания Директора.
Тётя Эмель - Тётя Омера, полненькая, добрая женщина. Всегда рада видеть и поддерживать племянника. В её доме живёт дальная родственница Меджиде, которую привела к себе чтобы она (Меджиде) обучалась искусству музыки.
Дядя Гайрет - Муж Тёти Эмель, продавец, ранее бывший дружелюбным и щедрым, а после из-за экономических проблем ставший жадным и молчаливым.
Исмет Шериф - писатель, поэт. Знакомый Омера и Нихата.
Эмин Кямиль - писатель, поэт. Знакомый Омера и Нихата.